# Dinamello
Dinamello è una serie a fumetti italiana umoristica di fantascienza creata da Antonio Rubino. Venne pubblicata in 23 puntate sul settimanale Corriere dei Piccoli dal 29 aprile al 2 dicembre 1923. Come per gli altri fumetti italiani dell'epoca, la serie era priva delle nuvolette e utilizzava le didascalie, con i testi in rima baciata. Il personaggio di Dinamello, un automa, appare dal secondo episodio (6 maggio 1923).
La serie è considerata la prima opera italiana a fumetti dedicata a un robot, anticipando di dodici anni Robottino, omino d'acciaio di Yambo (1935).

## Trama
Il professor Pomponio, illustre scienziato, inventa metodi innovativi per educare i giovani; costruisce un automa di nome Dinamello per occuparsi dell'educazione del giovane Tito Tonto, un ragazzo svogliato e poco incline allo studio. Nonostante l'ingegno di Dinamello, il compito si rivela arduo a causa della testardaggine di Tito.

## Personaggi
Professor PomponioScienziato inventore di Dinamello, determinato a educare Tito Tonto con metodi innovativi.
DinamelloAutoma creato da Pomponio per istruire Tito Tonto, protagonista delle vicende.
Tito TontoGiovane allievo svogliato e testardo, destinatario degli sforzi educativi di Dinamello.

## Pubblicazione
La serie fu pubblicata sul Corriere dei Piccoli dal numero 17 (29 aprile 1923) al numero 48 (2 dicembre 1923), per un totale di 23 puntate. Il personaggio dell'automa Dinamello appare dal secondo episodio (6 maggio 1923).
Nel 1943, alcune storie furono ripubblicate in tre volumetti della collana L'albo dei piccoli edita da Alpe: Tito Tonto e Dinamello, Quel tonto d'un Tito... e Dinamello.

## Critica
Dinamello è riconosciuto come il primo fumetto italiano dedicato a un robot, segnando una tappa importante nella storia della fantascienza a fumetti in Italia.